# کویر تایر
لاستیک‌سازی کویر تایر، بزرگترین واحد صنعتی استان خراسان جنوبی است که در ۱۹ مهر ۱۳۷۷ پروژهٔ ساخت این کارخانه به پایان رسید. در حال حاضر بیش از ۱۹ درصد از تایر تولیدی سواری کشور در این کارخانه تولید می‌گردد.
شركت كويرتاير در اواخر سال ۱۳۶۶ با سرمايه اولیه يك ميليون ريال تأسيس گرديد و عمليات اجرایي احداث كارخانه براساس موافقت اصولي صادره از وزارت صنايع و با ظرفيت اسمي۲۵,۵۰۰ تن از نيمه دوم ۱۳۷۰ در زميني به مساحت ۱۱۲ هكتار در شهرستان بيرجند آغاز گرديد و در نوزدهم مهر ماه سال ۱۳۷۷ با صرف ۳۵۰ ميليارد ريال سرمايه‌گذاری ریالی و ارزبری ۸۴ ميليون دلار به بهره‌برداری رسيد.
شرکت کویرتایر اولین شرکت تایرساز ایرانی است که دانش فني طراحی و تولید تايرهای راديال بلت سیمی و بدون تیوب را از شركت ماتادور اسلواكی، يكي از خوشنام‌ترین شركتهای اروپا خریداری نموده است. تجهیزات نصب شده در خط تولید شركت كويرتاير از برندهای مشهور اروپا و ژاپن با تکنولوژی‌های نوین خریداری شده است که به علت مجهز بودن به سیستم‌های پیشرفته کنترلی و ابزار دقیق از جهات متعددی در صنعت تایر کشور منحصر به فرد می‌باشد.
ظرفيت پروانه بهره برداری شرکت در حال حاضر ۳۱,۲۲۵ تن انواع تاير و نوار دور رینگ (فلپ) در سال می‌باشد که با تلاش و همت مدیران، کارشناسان و کارکنان سخت‌کوش این مجموعه، تولید سالیان اخیر آن با راندمان حدود ۹۲ درصد ظرفیت قابل دسترس سالیانه صورت پذیرفته است.

## محصولات
محصولات شرکت عبارتند از سایزهای مختلف تایرهای رادیال استیل بلت، سایزهای مختلف تایرهای رادیال سواری و هم چنین انواع فلپ که همگی با نام تجاری «کویرتایر» عرضه می‌شوند.

## سهامداران
شرکت کویرتایر با نماد پکویر در بازار دوم بورس ایران خرید و فروش می‌شود. شرکت مدیریت سرمایه‌گذاری امید با ۶۷/۳۸ درصد، شرکت پاک انرژی نیکوگستر ۱/۵ درصد، صندوق سرمایه‌گذاری بانک ایران زمین ۱/۴۲ درصد و سهامداران مردمی ۲۹/۷ درصد، سهام‌داران کویرتایر می‌باشند. سرمایه ثبت شده شرکت ۲۰۰ میلیارد ریال می‌باشد